# Hynobius yiwuensis
Hynobius yiwuensis é uma espécie de anfíbio caudado pertencente à família Hynobiidae. Endêmica da China.